# Domino

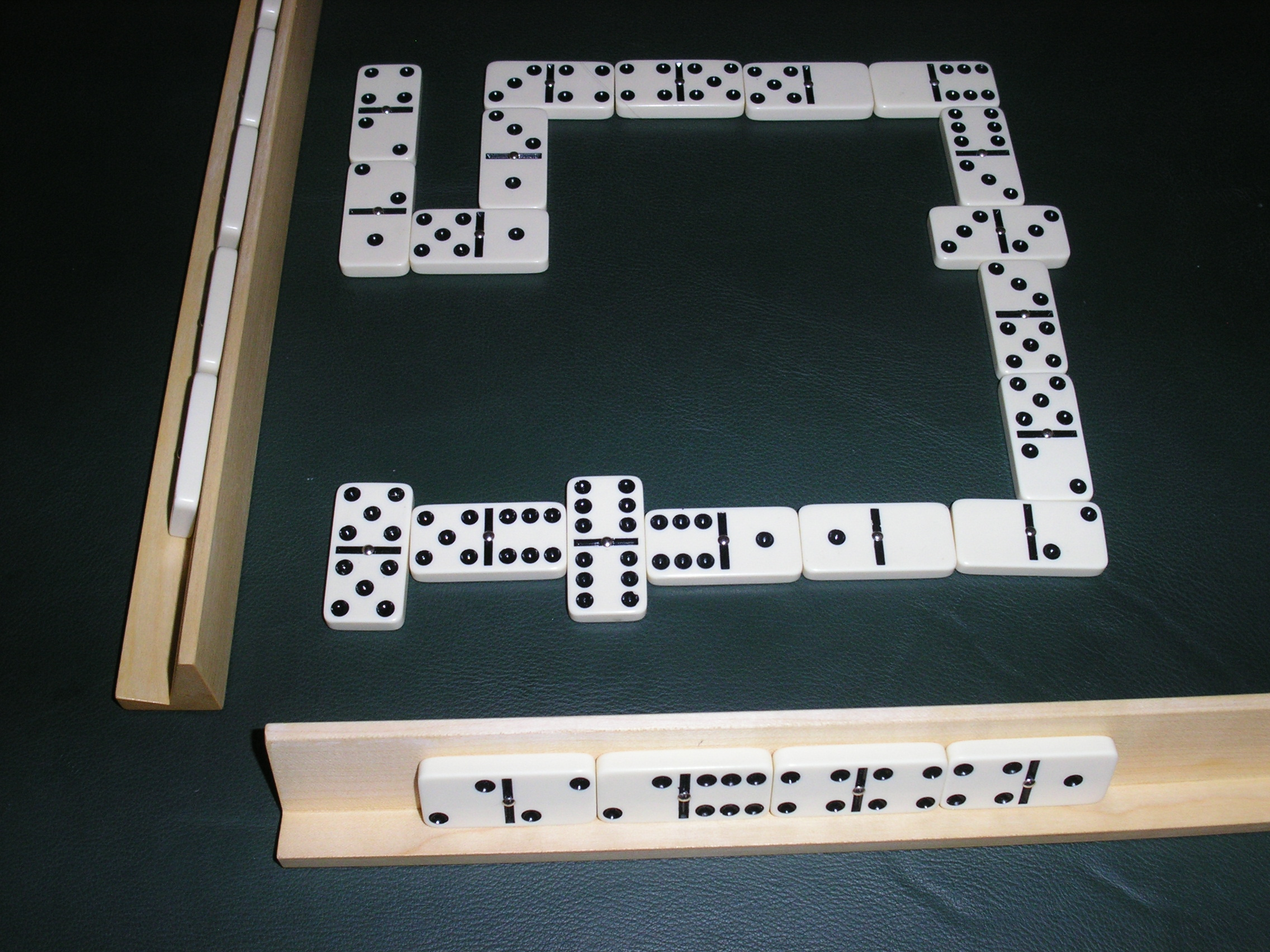
Gra w domino

Domino – gra, w której używa się płytek nazywanych kamieniami. Każda płytka podzielona jest na dwa kwadratowe pola z zaznaczonymi oczkami (identycznie jak na kostce do gry). Najpopularniejsza wersja składa się z 28 kamieni: wszystkie kombinacje liczb od 0 (tzw. „mydło”) do 6. Znajduje się na nich po siedem pól: pustych, z jednym oczkiem, z dwoma, trzema, czterema, pięcioma i sześcioma — razem 168 oczek. Wyrabiane są też komplety o innej liczbie oczek, najczęściej 9, 12, 15 lub 18. Kamienie, na których obu polach liczba oczek jest taka sama, to „dublety”.

## Historia gry
Najwcześniejsze formy gry domino rozwinęły się bez wątpienia w Azji z jeszcze dawniejszych różnych gier w kości, tak jak same kamienie są modyfikacją tradycyjnych kości. Najstarsze formy gry domino za pomocą różnych rodzajów kamieni, od bardzo zbliżonych do dzisiejszych aż do niezwykle ozdobnych i zawiłych, znane były od dawna w Chinach pod nazwą „kwat pai” (dosłownie: „tabliczki kościane”). Przypuszcza się też, że gra mogła być znana starożytnym Grekom i Hebrajczykom. Najstarszy znany komplet domina został odkryty w Egipcie w ruinach Teb. Należał do zbioru przedmiotów umieszczonych w grobowcu Tutanchamona, egipskiego faraona XVIII dynastii, w latach 1333–1323 p.n.e. Zdaniem niektórych badaczy znaleziona gra po prostu bardzo przypomina domino. Częściej przyjmuje się, że domino narodziło się w Chinach w XII wieku, w czasach dynastii Song (960-1279). Kamienie domina przywiózł do Europy bezpośrednio z Chin i rozpowszechnił znajomość gry pod koniec XIII w. wenecki podróżnik Marco Polo. W Europie gra rozpowszechniła się w XVIII stuleciu.

## Rozpoczęcie gry
W grze biorą udział dwie, trzy lub cztery osoby (dla większej liczby graczy stosuje się zestawy o większej liczbie kamieni). Kamienie odwraca się oczkami do spodu i miesza. Następnie losuje się gracza rozpoczynającego – jest nim zwykle gracz, który wyciągnie kamień o największej sumie oczek. Wylosowane kamienie zwracane są do puli po czym wszystkie są ponownie mieszane. Gracze pobierają kamienie poczynając od rozpoczynającego, zgodnie z ruchem wskazówek zegara, po jednym kamieniu lub od razu w odpowiedniej liczbie (zwykle nie więcej niż siedem), nie pokazując ich pozostałym graczom. Kamienie pozostające na stole to „talon". Rozpoczynający wykłada dowolny kamień a pozostali, kolejno, dokładają swoje kamienie według ustalonych zasad.

## Domino „zwykłe"
Kamienie dokładane są tak, aby stykające się pola miały taką samą liczbę oczek. Jeśli kolejny gracz nie posiada kamienia, który mógłby dołożyć według podanej zasady, dobiera kamień z pozostałej na stole puli. Według umowy, jeśli dobrany kamień również nie pasuje do wyłożonych, gracz dobiera dalsze kamienie, aż do wybrania właściwego (lub wyczerpania talonu), lub ruch wykonuje gracz następny. Wygrywa gracz, który pierwszy wyłoży wszystkie posiadane kamienie lub „zamknie" grę wykładając kamień jednym polem pasujący do jednego końca utworzonego z wykładanych kamieni „węża", a drugim – do drugiego końca. Grę można kontynuować przez kilka partii, sumę punktów na kamieniach nie wyłożonych zapisując na konto gracza kończącego partię, aż do osiągnięcia przez jednego z graczy ustalonej liczby punktów.

## Matador
Kamienie dokłada się tak, aby suma oczek na przystawianych do siebie polach dawała liczbę siedem.
Ponieważ „mydła” mają wartość zero, nie jest możliwe uzyskanie tej liczby i gra byłaby zakończona. Ten problem pozwalają rozwiązać „matadory”; są to kamienie: [0-0], [1-6], [2-5], [3-4]. Dostawione do „mydeł” pozwalają kontynuować grę (z drugiej strony matadora należy też dostawić mydło). Matadora dostawia się „w poprzek”. Posiadacz matadora może go też wyłożyć w dowolnym miejscu, tak jak zwykły kamień (czyli wzdłuż), lub w poprzek; wtedy po drugiej stronie należy dołożyć kamień z taką samą liczbą oczek.

## Muggins
Kamienie dokłada się jak w zwykłym dominie, ale punktowane są układy, przy których suma oczek na końcach szeregu jest podzielna przez pięć. Dublety obowiązkowo układa się w poprzek, zliczając wszystkie punkty na kamieniu. Zatem jeżeli na jednym końcu jest kamień [4-4] a na drugim [6-6] to gracz uzyskuje 4+4+6+6=20  20/5=4 punkty. Jeśli pierwszym wyłożonym kamieniem jest dublet, otwiera on łańcuch czterostronny (kolejne kamienie można do niego dostawiać zarówno „wzdłuż” jak i „w poprzek”). W tej sytuacji punkty sumuje się ze wszystkich otwartych końców. W niektórych odmianach łańcuch jest  czterostronny z założenia i wtedy kamienie można dostawiać „w poprzek” do pierwszego wyłożonego dubletu (nawet jeżeli nie jest on pierwszym wyłożonym kamieniem).

Wariantem jest domino trójkowe, w którym punktowane są układy o sumie oczek podzielnej przez trzy. W jednym zagraniu można zatem uzyskać maksymalnie sześć punktów ([3-3]+[6-6] lub [6-x]+[6-6])

## Bergen
Kamienie dokłada się jak w zwykłym dominie, ale punktowane są układy, w których liczba oczek w polach na końcach szeregu jest taka sama. Gracz zdobywa wówczas dwa punkty. Dublety obowiązkowo układa się w poprzek. Jeśli na drugim końcu jest pole z liczbą oczek taką samą jak na polach dubletu, gracz otrzymuje trzy punkty.

## Sewastopol
Czterej gracze otrzymują po siedem kamieni. Zaczyna gracz posiadający dublet szóstek, otwierając łańcuch czterostronny. Pozostałe zasady jak w domino „zwykłym".

## Domino francuskie

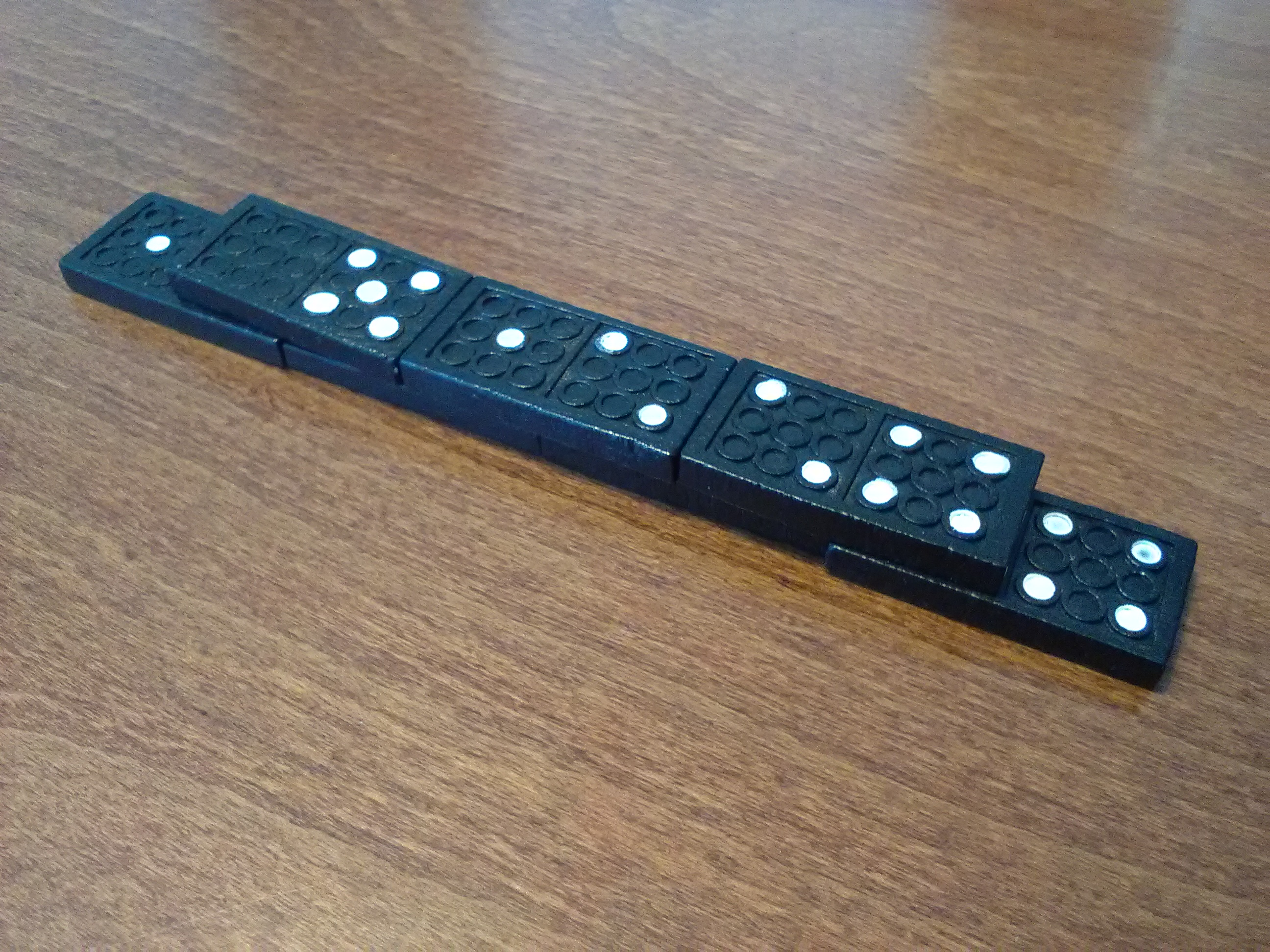
Przykładowe ułożenie kamieni w dominie francuskim.

Gra przeznaczona dla dwóch osób. Podobne jak w tradycyjnym dominie losuje się po osiem kamieni i ustawia, tak aby przeciwnik nie widział oczek. Grę rozpoczyna  młodszy gracz ustawiając dowolny kamień. W przeciwieństwie do tradycyjnego domina, kamienie nie dokłada się bokami do siebie tylko nakłada na siebie kwadratami z taką samą liczbą oczek. W trakcie gry powstaje ciąg ułożonych na sobie dwóch rzędów kamieni kończącymi się zawsze z dwóch stron wystającymi kwadratami (połową kamienia). Do wystających kwadratów dokłada się następny kamień kładąc na niego lub wsuwając pod niego kwadratem o takiej samej liczbie oczek. Jeżeli gracz nie może wykonać ruchu, losuje jeden kamień i kontynuuje ruch jeżeli ma taką możliwość, jeżeli nie ruch wykonuje przeciwnik. Do końca gry muszą pozostać na stole (talonie) dwa nieodkryte kamienie. Zwycięża ten gracz, który pierwszy wyłoży swoje kamienie. W przypadku braku możliwości wykonania przez obu graczy ruchu zwycięża ten, który ma mniej punktów w sumowaniu oczek swoich kamieni.

## Domino węgierskie
Odmiana domina przeznaczona dla dwóch do czterech graczy. W zależności od liczby graczy losuje się z talonu (ze stołu, na którym leżą odwrócone do blatu oczkami kamienie) odpowiednią liczbą kamieni. Dla dwóch graczy dwanaście, dla trzech graczy osiem a dla czterech sześć. Grę rozpoczyna osoba, która wylosowała kamień z największą liczbą oczek i wykłada go od razu na stół. Następnie ten sam gracz, w ramach swojego ruchu, dokłada, tak jak w tradycyjnym dominie, pasujące do niego kamienie. Kiedy skończy mu się możliwość dopasowywania kamieni, kolejny ruch wykonuje następny gracz, który również próbuje dopasować jak najwięcej swoich kamieni. Zgodnie z tą zasadą postępują kolejni gracze aż skończą się wszystkim możliwości wykonania ruchu. Po skończonej rundzie każdy zlicza oczka z pozostałych mu kamieni. Na początku gry ustala się liczbę rund, aby każdy mógł rozpocząć przynajmniej raz grę. Wygra ten kto zgromadził najmniejszą liczbę punktów.

## Domino włoskie
Odmiana domina, w której może uczestniczyć od trzech do pięciu graczy. Podobne jak w tradycyjnym dominie kamienie losuje się z talonu (wymieszane na stole kamienie odwrócone oczkami do blatu) i ustawia się pionwo tak aby przeciwnik nie widział punktów. Pięciu graczy losuje pięć kamieni, czterech sześć, a trzech osiem. Pozostałe kamienie nie uczestniczą w grze. Grę rozpoczyna osoba, która wylosowała kamień o najwyższej liczbie oczek np. 6/6. Na początku  gry ustala się liczbę punktów, do których się dąży np. 50, 70 lub 100. Każdy uczestnik w swoim ruchu wykłada dowolny kamień do już leżących na stole i głośno podaje sumę oczek wszystkich wyłożonych kamieni. Koniec gry następuje po osiągnięciu ustalonych punktów z sumy oczek wszystkich kamieni. Wygrywa ten kto osiągnie żądany wynik lub się do niego najbardziej przybliży.  

## Domino parzyste
Wariant gry w domino przeznaczone dla dwóch graczy. Wszystkie kamienie powinny leżeć na stole z oczkami do dołu i wymieszane. Każdy z graczy losuje dla siebie po sześć kamieni i ustawia przed sobą w taki sposób aby nie widział oczek przeciwnik. Grę rozpoczyna starszy gracz. Wykłada na stół dwa kamienie obok siebie dłuższymi bokami. Taką parę tworzą dwa kamienie, których suma punktów jest taka sama, np. dublet 3/3 i 6/0 tworzy parę ponieważ 3+3=6 i 6+0=6. Po wykonaniu ruchu gracz dobiera z talonu dwa kamienie aby uzupełnić posiadanie wymaganych sześciu kamieni. Podobne postępuje kolejny gracz. Jeżeli ktoś nie może wyłożyć pary, odkłada jeden kamień do talonu i w to miejsce losuje inny. Wyłożyć się z parą może dopiero w następnej kolejce. Wygrywa ten, kto pierwszy utworzy pięć par lub będzie temu najbliższy.

## Dominosa (łamigłówka)
Gra przeznaczona dla jednej osoby. W grze wykorzystuje się wszystkie dwadzieścia osiem kamieni. Gracz zaczyna od narysowania prostokąta składającego się z 56 kwadratów (7x8=56). Następnie miesza na stole kamienie odwrócone do góry oczkami. Z losowanych kamieni układa prostokąt 7 na 8 kwadratów (1 kamień składa się z 2 kwadratów). Następnie w narysowane kwadraty na kartce wpisuje punkty z poszczególnych kwadratów kamieni ułożonego prostokąta. Po przepisaniu na kartce liczby oczek kwadratów z kamieni, gracz ponownie miesza kamienie. Zadanie gracza polega na ponownym ułożeniu kamieni domina tak aby wartości poszczególnych kwadratów zgadzały się kolejnością zapisów punktów na kartce.